# Territorialprälatur Illapel
Die Territorialprälatur Illapel (lat.: Territorialis Praelatura Ilapensis, span.: Prelatura de Illapel) ist eine in Chile gelegene römisch-katholische Territorialprälatur mit Sitz in Illapel.

## Geschichte
Die Territorialprälatur Illapel wurde am 30. April 1960 durch Papst Johannes XXIII. mit der Apostolischen Konstitution Ad hominis similitudinem aus Gebietsabtretungen des Erzbistums La Serena und des Bistums San Felipe errichtet und dem Erzbistum La Serena als Suffraganbistum unterstellt.

## Prälaten von Illapel
- Cirilo Polidoro Van Vlierberghe OFM, 1966–1984
- Pablo Lizama Riquelme, 1985–1988, dann Weihbischof in Talca
- Rafael de la Barra Tagle SVD, 1989–2010
- Jorge Patricio Vega Velasco SVD, 2010–2021
- Julio Esteban Larrondo Yáñez, seit 2023